# Oligophlebia episcopopa
Oligophlebia episcopopa is een vlinder uit de familie wespvlinders (Sesiidae), onderfamilie Tinthiinae.
Oligophlebia episcopopa is voor het eerst wetenschappelijk beschreven door Meyrick in 1926. De soort komt voor in het Oriëntaals gebied.